# 神戸市立布引中学校
神戸市立布引中学校（こうべしりつ ぬのびきちゅうがっこう）は、兵庫県神戸市中央区にある公立中学校。

## 通学区域
- 神戸市立中央小学校の通学区域[1]。
- なお、本校の所在地は、本校の通学区域ではない。神戸市立葺合中学校の通学区域である。
- 昔は4小1中と言われ、小野柄小学校、吾妻小学校、若菜小学校、二宮小学校の4校の通学区域だった。

## 沿革
- 1948年（昭和23年）4月1日 - 初代校舎で開校。
- 1956年（昭和31年）11月15日 - 2代目校舎として坂本鹿名夫設計の円形校舎へ建て替え。
- 1969年（昭和44年）4月1日 - 山陽新幹線新神戸駅建設に伴う立ち退きで現在地へ移転、3代目校舎となる。特徴的な円形校舎はわずか12年半で解体された。

## 部活動

### 運動部
- サッカー部
- バスケットボール部
- 男子ソフトテニス部
- 女子卓球部
- ソフトボール部

### 文化部
- 吹奏楽部
- 家庭科美術部

## 制服
- 男子　
  - 冬服は標準的な学生服上下である。
  - 夏服はカッターシャツ、スラックスである。
- 女子　
  - 冬服はブレザー、カッターシャツ、スカートである。
  - 夏服はカッターシャツ、スカートである。
  - 令和5年からスカートのサスペンダー、使わない場合取り外しを認めるとされる。

## 通学区域が隣接している学校
- 神戸市立原田中学校
- 神戸市立渚中学校
- 神戸市立葺合中学校
- 神戸市立神戸生田中学校
- 神戸市立義務教育学校港島学園 （海を挟んで隣接。）